# كينيث براون (مصمم ديكور)
كينيث براون (بالإنجليزية: Kenneth Brown)‏ هو مصمم ديكور ‏ أمريكي، ولد في 16 مارس 1971 في لوس أنجلوس في الولايات المتحدة.

## وصلات خارجية
- كينيث براون على موقع IMDb (الإنجليزية)